# Сніжна (Росія)
Сні́жна (рос. Снежная) — присілок у складі Кетовського району Курганської області, Росія. Входить до складу Світлополянської сільської ради.
Населення — 66 осіб (2010, 74 у 2002).